# Predrag Bošnjak
Predrag Bošnjak (Subotica, 11 novembre 1985) è un calciatore serbo naturalizzato ungherese, difensore del Tisa Adorjan.

## Carriera

### Club
Ha giocato nel campionato serbo-montenegrino di quarta serie, in quello serbo fra seconda e quarta serie e in quello ungherese fra prima e seconda serie.

### Nazionale
Ha esordito con la nazionale ungherese il 4 giugno 2014 nell'amichevole Ungheria-Albania (1-0).